# Bahnhof Pontevedra

Der Bahnhof Pontevedra ist ein Bahnhof in Pontevedra, Spanien.
Er verzeichnete im Jahr 2023 ein Verkehrsaufkommen von 1.586.245 Fahrgästen und ist damit einer der Bahnhöfe mit dem höchsten Fahrgastaufkommen in Galicien.
Er bietet direkte Zugverbindungen in die Städte A Coruña, Santiago de Compostela, Vigo, Ourense, Zamora, Segovia und Madrid.